# 法天
法天（？—1001年）, 印度来华译经僧人、或许又叫法贤。原于中印度摩伽陀國那爛陀寺出家，系剎帝利种姓。
宋初，与兄法護攜帶梵文經典來到中國鄜州，他们与河中府梵學僧法進合作，共同翻譯了《大乘聖無量壽決定光明如來陀羅尼經》、《最勝佛頂陀羅尼經》和《七佛贊唄伽陀》等经典，譯文委婉簡約。開寶七年（974）宋太祖读到这些译本，很欣赏，召見了他們，並允許他們去朝禮五臺山，遊歷中国各地。
后与天息灾、施护等人布置译经场，继续合作翻译佛经，咸平四年（1001年）去世。他们翻译的佛经大多是密教经典。